# アゼルバイジャンの軍事史
 アゼルバイジャンの軍事史（アゼルバイジャンのぐんじし）は、現代のアゼルバイジャンを含む領土での数千年にわたる武力行動と、海外での紛争におけるアゼルバイジャン軍による介入からなる。アゼルバイジャン人は先住民族のカフカス・アルバニア人やイラン系民族のスキタイ人及びアラン人、オグズ族などの様々な古代文明や民族の後継者と考えられている（なお、カフカスの現代人の中には、これら複数の古代民族を祖先に持つ人もいる）。
アゼルバイジャンはヨーロッパとアジアの交差点に位置しているため、ヨーロッパと東洋の両方の軍事力と軍事的に接触することができた。

## 古代

### カフカス・アルバニア

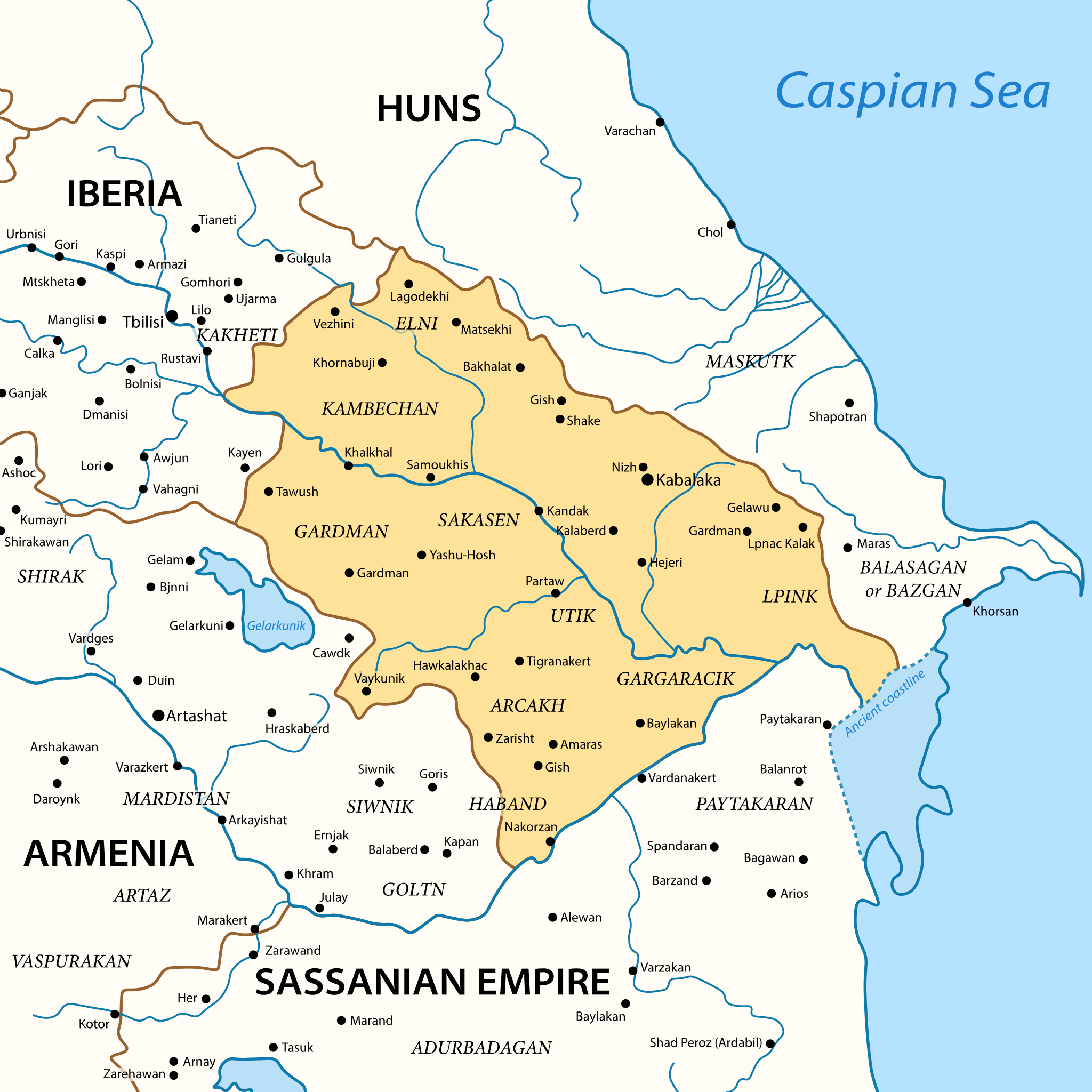
カフカス・アルバニア（5世紀～6世紀）

カフカス・アルバニア人はアゼルバイジャン最古の住民であると考えられている。初期の侵略者には、紀元前9世紀にこの地域に到着したスキタイ人がいる。南カフカスは最終的に紀元前550年頃にアケメネス朝に征服され、この頃にゾロアスター教がアゼルバイジャンに広まった。アケメネス朝は紀元前330年にアレキサンダー大王に敗れた。紀元前247年にペルシャのセレウコス朝が衰退した後、紀元前190年から西暦428年までアルメニア王国が現代のアゼルバイジャンの一部を支配した。カフカス・アルバニア人は紀元前1世紀に王国を築き、サーサーン朝が西暦252年に王国を州にするまでほぼ独立したままであった。カフカス・アルバニアの統治者であるウルネイル王は4世紀にキリスト教を国教として公式に採用し、アルバニアは8世紀までキリスト教国として存続した。サーサーン朝の支配は西暦642年にイスラム教徒のアラブ人に敗北したことで終わった。

## 中世

第二次アラブ・ハザール戦争終結後の740年頃のコーカサス地域。アラブ・ハザール戦争によりイスラム帝国がアゼルバイジャンを支配するようになった

### イスラムの征服
イスラム教徒のアラブ人は、コーカサス地方に進軍したときにサーサーン朝や東ローマ帝国をに勝利した。アラブ人は、ジャヴァンシル王子が率いるキリスト教徒のレジスタンスが667年に降伏した後、カフカスアルバニアを属国にした:71。9世紀から10世紀にかけて、アラブの作家はクラ川とアラス川の間の地域をアランと呼び始めた:20。この間にバスラやクーファからアラブ人がアゼルバイジャンにやって来て、先住民が放棄した土地を占領し、アラブ人は土地を所有するエリートになった。一部では抵抗が続いたものの、アゼルバイジャンの住民の大多数はイスラム教に改宗した。その後、10世紀から11世紀にかけてクルド人の王朝であるシャッダード朝とラワード朝がアゼルバイジャンの一部を支配した。

### シルバン・シャー
Shīrwān ShāhまたはSharwān Shāhは、ペルシャ文化の影響を受けたアラビア起源の王朝の中世イスラム時代の称号であった。シルバン・シャーは土着のアゼルバイジャン国家を築き、現在のアゼルバイジャンの歴史的地域であるシルバンの支配者だった。シルバン・シャーはイスラム世界で最長のイスラム王朝を築いた。

### セルジューク朝と継承国
アゼルバイジャン史の中でもセルジューク朝時代は、現代のアゼルバイジャン・トルコ人の民族言語的国籍を形成するのに役立ったため、アラブの征服よりも重要だった可能性がある。
アッバース朝の衰退後、アゼルバイジャンの領土は、サラリッド、サジド、シャッダード、ラワード、ブワイフなどの多くの王朝の支配下にあった。しかし、11世紀初頭に中央アジアからオグズのテュルク族が押し寄せて来たことで徐々に領土は占領されていった。これらのテュルク王朝でも最初のものはアフガニスタン北部のガズナ朝であり、1030年までにアゼルバイジャンの一部を支配した。その後、オグズの西の支族であるセルジューク族がイランとカフカスのすべてを征服し、さらにイラクにも進出して1055年にバグダッドのブワイフ朝を打倒した。

### サファヴィー朝とシーア派イスラムの台頭

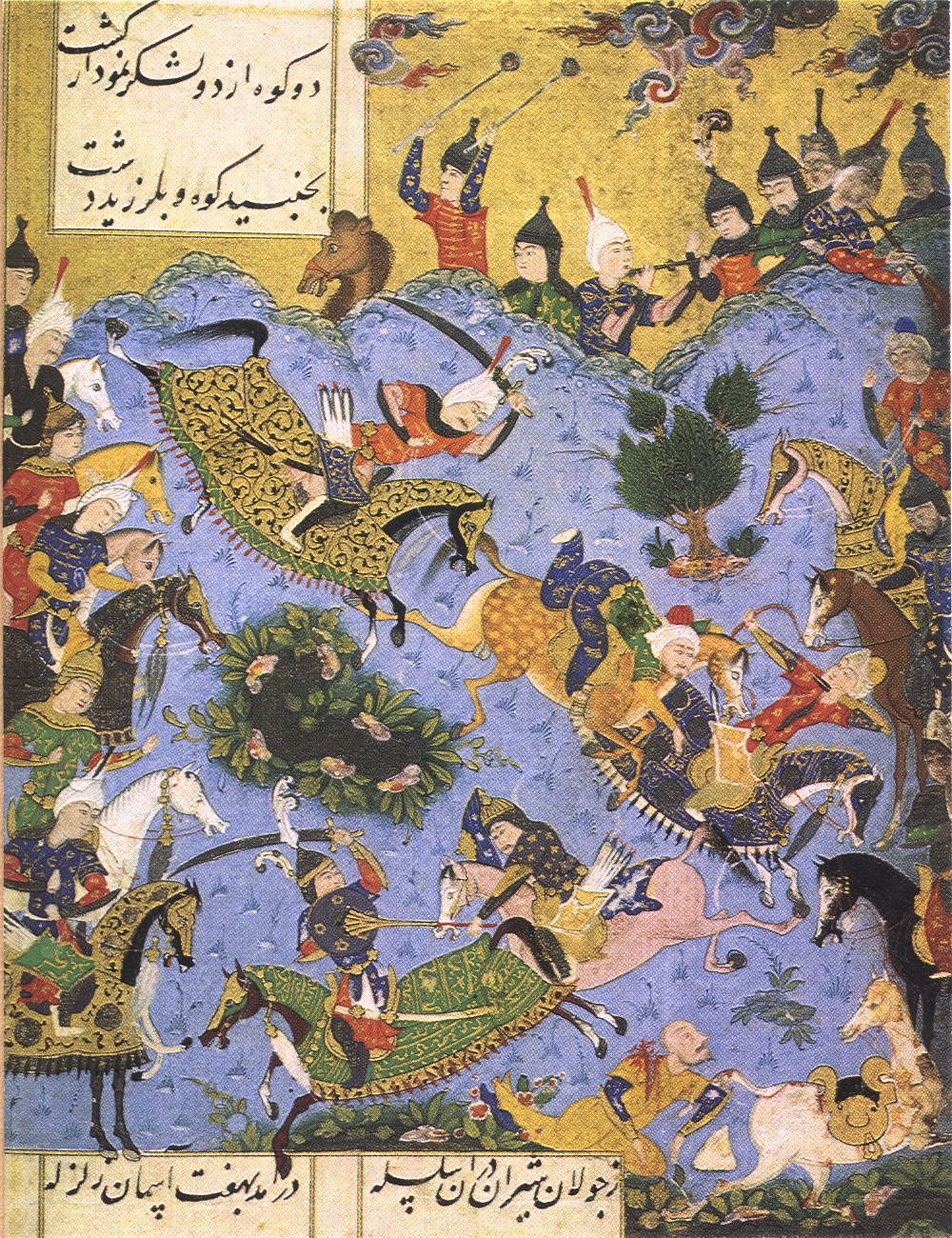
1501年のサファヴィーのシルヴァン征服におけるサファヴィーとシルバン・シャー朝の戦闘の絵

サファヴィー教団（Safaviyeh）は、1330年代にサフィー・アッディーン・イスハーク・アルダビーリーェイク（1252–1334）が創設したスーフィーの宗派であり、創設後に創始者と同じ名前が付けられた。
このスーフィー教団は、15世紀末までに異端の十二イマーム派に公然と改宗した。サファヴィー朝の一部の信者、特にクズルバシュトルコ人は、彼らの支配者達の神秘性と秘教性、そしてアリー家との関係を信じていたため、彼らのために熱心に戦う傾向があった。サファヴィー朝の支配者達は、アリーと彼の妻ファーティマ（イスラム教の預言者ムハンマドの娘）の子孫であると第7代イマームのムーサー・カーズィムを通じて主張した。クズルバシュの人数は16世紀までに増加し、彼らの将軍は白羊朝との戦いに勝利し、タブリーズを占領した。
イスマーイール1世が率いるサファヴィー朝は1501年にバクーを占領し、シルバン・シャーを迫害するなどその基盤を拡大していった。

## ロシアの支配
ロシア・ペルシャ戦争（1803～1813年）でロシアに敗北したガージャール朝は、1813年にロシアに領土を奪われたことを認めるゴレスターン条約への署名を余儀なくされた。各地の汗国は（バクーやガンジャのように）廃止されるか、ロシアの庇護を受け入れることになった。

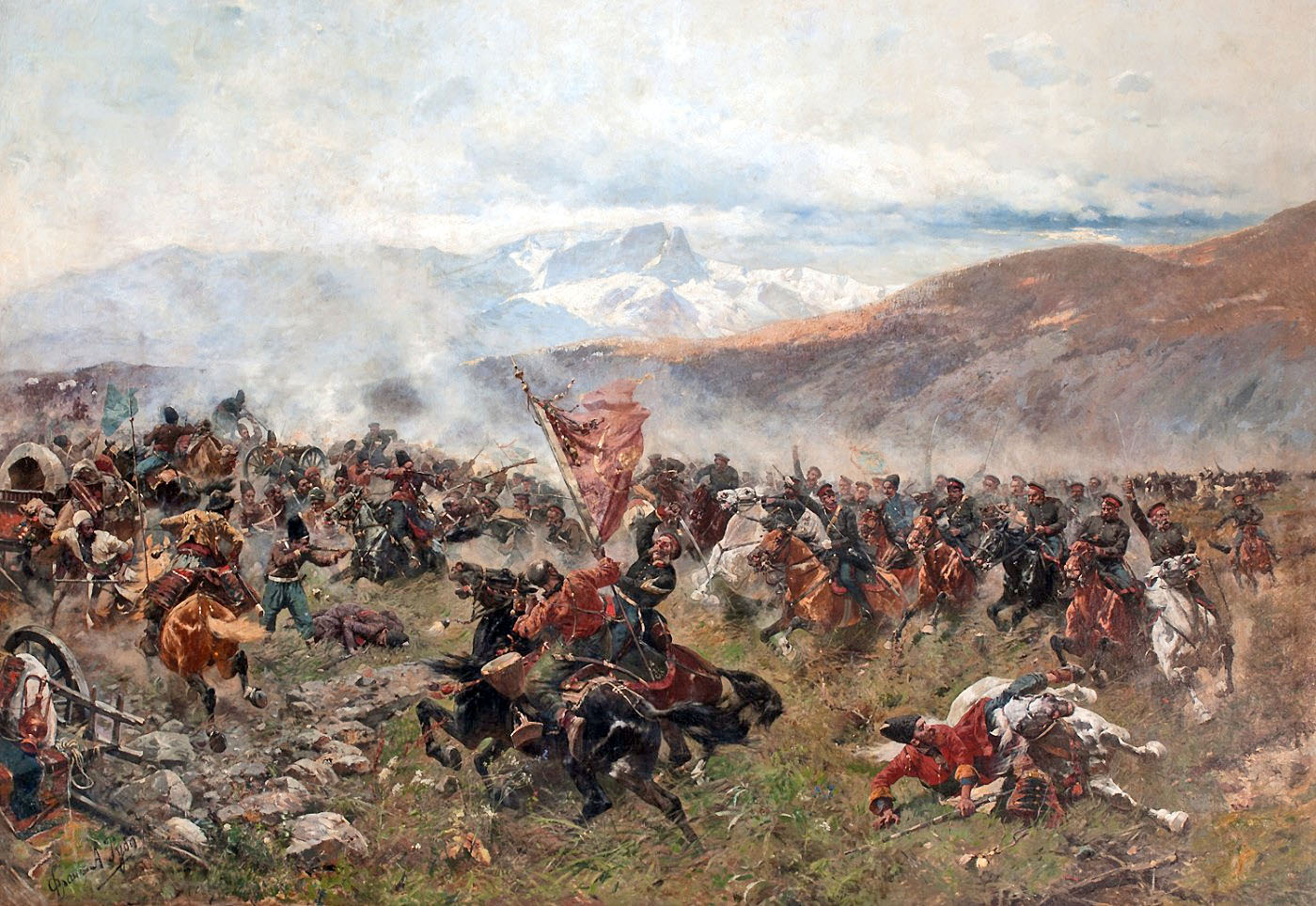
ガンジャの戦いは、1826年から1828年のロシア・ペルシャ戦争中における戦闘である。

1826年から28年にかけてのロシア・ペルシャ戦争でイラン軍は大敗を喫した。ロシア側はトルコマーンチャーイ条約で最終決着を付け、その結果1828年にペルシャのガージャール朝がカフカスの領土を割譲した。この条約により現在のアゼルバイジャンとイランの国境が確定し、地元の汗国の支配が終わった。-ロシアの支配地域では、西のElisavetpol （ガンジャ）州と東のShamakha州の二つの州が設立され、その2州が現代の共和国の大部分を占めている。

### ロシア内戦
ロシア内戦中のロシア帝国が崩壊した後、カフカスの政権は最初に1917年にザカフカース委員会を設立した。1918年4月にはザカフカース民主連邦共和国が宣言された。これは、アルメニア共和国とグルジア民主共和国との連邦連合を形成する試みであった。連邦共和国は1か月後に解散し、1918年5月28日にガンジャでアゼルバイジャン民主共和国が宣言された。これはイスラム世界で設立された最初の民主共和国であった。

## アゼルバイジャン民主共和国

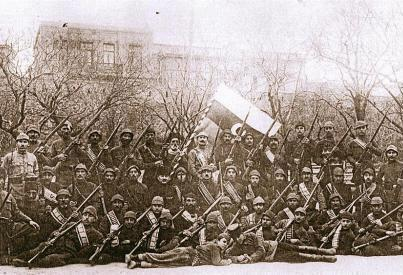
1918年に建国されたばかりのアゼルバイジャン民主共和国の兵士

新しく建国された民主共和国の議会の重要な成果の中には、女性への参政権の拡大があり、アゼルバイジャンはイギリスやアメリカなどの先進国よりも先に女性に男性と同等の政治的権利を与える世界初のイスラム国家となった。ADRのもう1つの重要な成果は、アゼルバイジャンで初めての近代型大学であるバクー国立大学の設立である。
現代のアゼルバイジャン軍の歴史は、1918年6月26日にアゼルバイジャン共和国軍が創設されたアゼルバイジャン民主共和国（ADR）にさかのぼる。ADRの事実上の初代国防大臣はKhosrov bey Sultanov博士であった。正式に国防省が設立されると、Samad bey Mehmandarov大将が大臣になり、Aliagha Shikhlinskiが副大臣に就任した。ADR軍の参謀総長にはHabib Bey Salimov少将（1918年8月1日-1919年3月26日）、 Mammad bey Shulkevich中将（1919年3月26日– 1919年12月10日）とAbdulhamid bey Gaytabashi少将（1919年12月10日– 1920年4月28日）が就いている。
アゼルバイジャン民主共和国の著名な将軍の一部は次のとおり。
- Samad bey Mehmandarov中将 (1855–1931)
- Ali-Agha Shikhlinski中将 (1865–1943)
- Huseyn Khan Nakhchivanski副将 (1863–1919)
- Abdulhamid Bey Gaytabashi少将 (1884–1920)
- Habib Bey Salimov少将 (1881–1920)
- Ibrahim bey Usubov少将 (1875–1920)
- Murad Girey Tlekhas少将 (1874–1920)
- Emir-Kazim Mirza Qajar少将 (1853–1920)
- Mammad Mirza Qajar少将 (1872–1920)
- Aliyar-Bek Gashimbekow少将 (1856–1920)
- David-Bek Edigarow少将 (1881–1920)
- Firidun-Bey Wezirow少将 (1850–1925)
- Khalil-Bey Talishkhanov少将 (1859–1920)

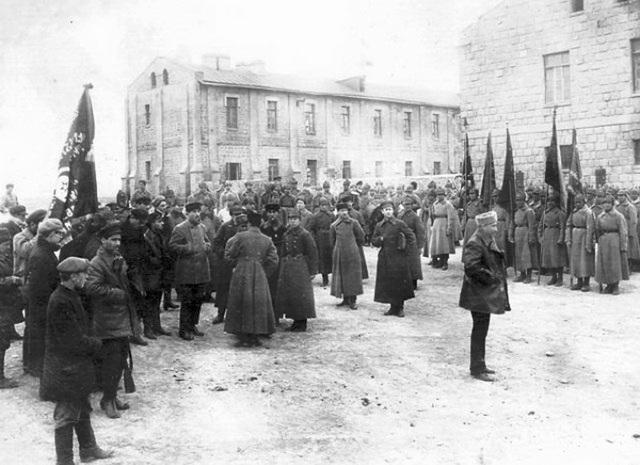
1920年4月、ソ連軍がアゼルバイジャンに侵攻したことにより、アゼルバイジャン民主共和国が崩壊した

1920年4月28日に赤軍はアゼルバイジャンに侵攻した。新設されたアゼルバイジャン軍の大部分は、カラバフで勃発したばかりのアルメニアの反乱を鎮圧を行っていたが、アゼルバイジャン人は、1918年からの僅か2年間の独立をすぐには簡単に放棄することはなく、アゼルバイジャン軍の総勢3万人の兵士のうち2万人が、事実上のロシアの再征服に抵抗して死亡した。アゼルバイジャンの国軍はボリシェヴィキ政府によって廃止され、21人の陸軍将軍のうち15人がボリシェヴィキによって処刑された。

### 海軍
アゼルバイジャン海軍は1918年に設立された。ロシア帝国が崩壊したとき、ADRはロシアのカスピ海の小艦隊を全て受け継いだ。ADRの艦艇にはKars'、'Ardahan'、'Astrabad'、'Geok-Tepe、Arax、Bailovなどの砲艦があった。イギリスもカスピ海の旧ロシア船の軍艦を新たに独立したアゼルバイジャンに引き渡した。

## アゼルバイジャン・ソビエト社会主義共和国

### 第二次世界大戦

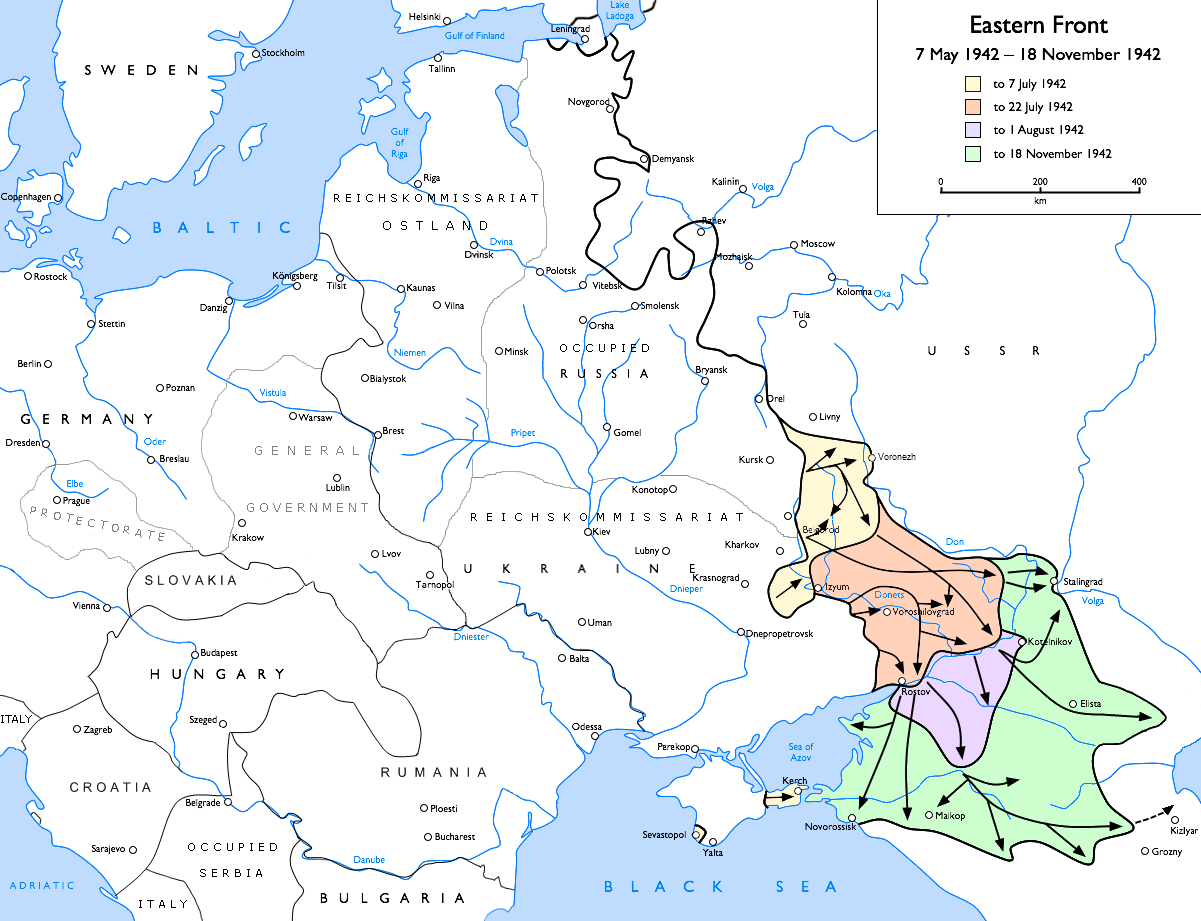
1942年、ナチス・ドイツはカフカスの支配権の獲得及びバクー油田を占領するためにエーデルワイス作戦を開始した

第二次世界大戦中、アゼルバイジャンはソビエト連邦の戦略的エネルギー政策において重要な役割を果たしており、ソ連の東部戦線における石油の多くはバクーから供給されていた。1942年2月のソビエト連邦最高会議会議の布告により、アゼルバイジャンの石油産業の500人以上の労働者と従業員の献身に対して勲章とメダルが授与された。ドイツ国防軍が実行したエーデルワイス作戦ではソ連の石油供給地として重要なバクーが標的となった。約80万人のアゼルバイジャン人がソビエト陸軍で戦い、そのうち40万人が戦死した。アゼルバイジャン人のハジ・アスラノフ少将はソ連邦英雄を2度受賞した。赤軍の国家軍事組織は、アゼルバイジャンを含むすべての共和国で結成された。
戦争中に作られたアゼルバイジャンの国民部隊は以下の通り：
- 第27山岳師団
- セルゴ・オルジョニキーゼにちなんで名付けられた第77山岳狙撃師団
- 第151歩兵師団
- 第217歩兵師団
- 第223歩兵師団
- 第227歩兵師団
- 第271狙撃部門[19]
- 第396歩兵師団
- 第402狙撃師団
- 第416狙撃師団

アゼルバイジャン・ソビエト社会主義共和国の領土には、87個の大隊と1123個の自衛分隊も作られた。
動員は生活のすべての領域に影響を与えた。石油労働者は戦争終結まで休日もバケーションもなしの12時間のシフト制で働くようになった。バクーはドイツ軍による1942年のブラウ作戦での主要な戦略目標となったが、ドイツ軍は最初コーカサス山脈で行き詰まり、その後スターリングラード攻防戦で決定的な敗北を喫し、撤退を余儀なくされた。
カフカスの他の人々と同様に、一部のアゼルバイジャン人がドイツ側に加わった。これらには以下の部隊が含まれる。
- Aserbaidschanische Legion
- Freiwilligen-Stamm-Region 2
- Azerbaijani Waffen SS Volunteer Formations

### アフガニスタン紛争
ソビエト陸軍の下で約1万人のアゼルバイジャン人がアフガニスタン紛争に参加し、そのうち200人が死亡した。

## 現在の共和国

### 第一次カラバフ戦争

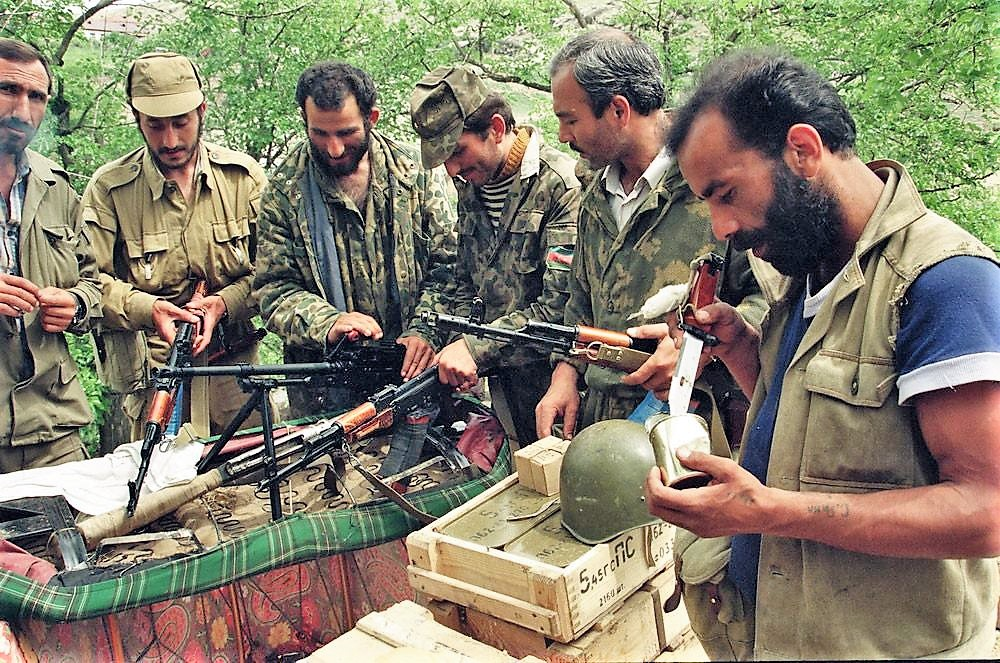
1992年の第一次ナゴルノ・カラバフ戦争中のアゼルバイジャン兵。

1992年夏、アゼルバイジャン大統領の同国内の部隊と編成の民主化に関する決議を受けて、アゼルバイジャン国防省は第295自動車化狙撃師団の第135および第139自動車化狙撃連隊の車両と兵器の管理を要求する最後通告を行った。アゼルバイジャンは4つの自動車化狙撃師団（第23、60、296、75）と、ミサイル・防空旅団、砲兵・ロケット連隊を含む所定の陸軍部隊からなるソ連第4軍の部隊の配備地域であった。同軍はロシア連邦国防省ロケット・砲兵総局の第49兵器庫を管理しており、その中には10億発を超える弾薬が保管されていた。第4軍の装備品（1992年に第23師団の第366自動車化狙撃連隊がステパナケルトから撤退した際にアルメニア軍に鹵獲された同連隊の装備品の一部を除く）と第49兵器庫の移転は1992年に完了した。したがって、1992年末までに、アゼルバイジャンは所定の陸軍部隊を備えた約4つの自動車化狙撃師団に十分な武器と軍用品を受け取った。また、解散した第19防空軍から50機の戦闘機と海軍の艦艇も受け継いだ。

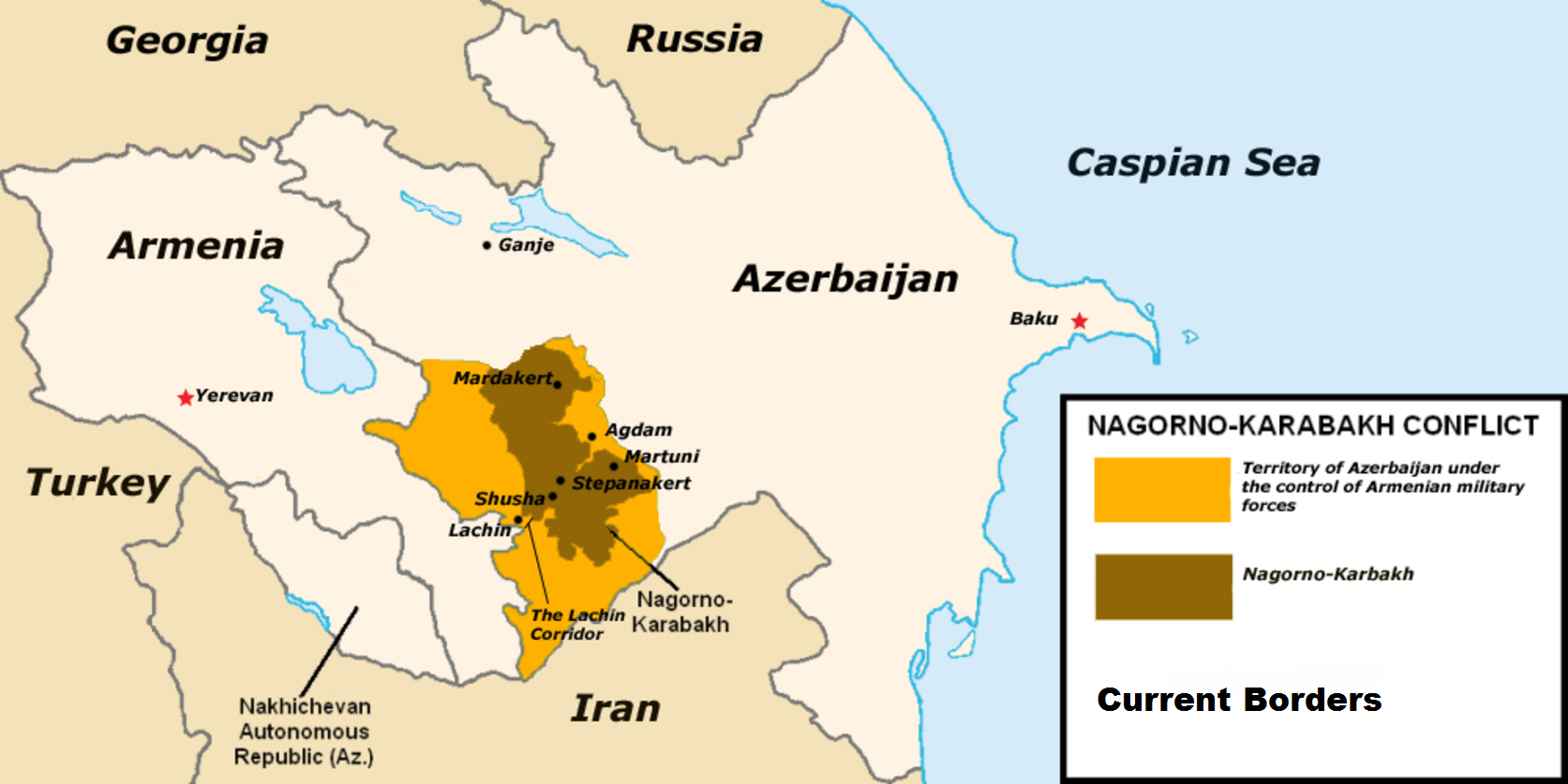
2016年5月のナゴルノ・カラバフ軍事状況。

アゼルバイジャン軍は1992年から1994年の第一次ナゴルノ・カラバフ戦争でアルメニアに大敗し、アゼルバイジャンの領土の16%を占めるナゴルノ・カラバフ本土とその周辺の7つのラヨンの支配権を喪失した。アゼルバイジャンの情報筋はアルメニアの勝利は主にロシアと裕福なアルメニア人のディアスポラからの軍事援助によるところが大きいと主張したが、アルメニア側はロシアはアルメニア側とアゼルバイジャン側に武器と傭兵を等しく供給していたと述べ、この主張を一部否定した。アゼルバイジャン陸軍は、ロシア人、ウクライナ人、チェチェン人、アフガニスタン人の傭兵を雇用し、戦争中はトルコの軍事顧問の支援を受けていた。

### 21世紀

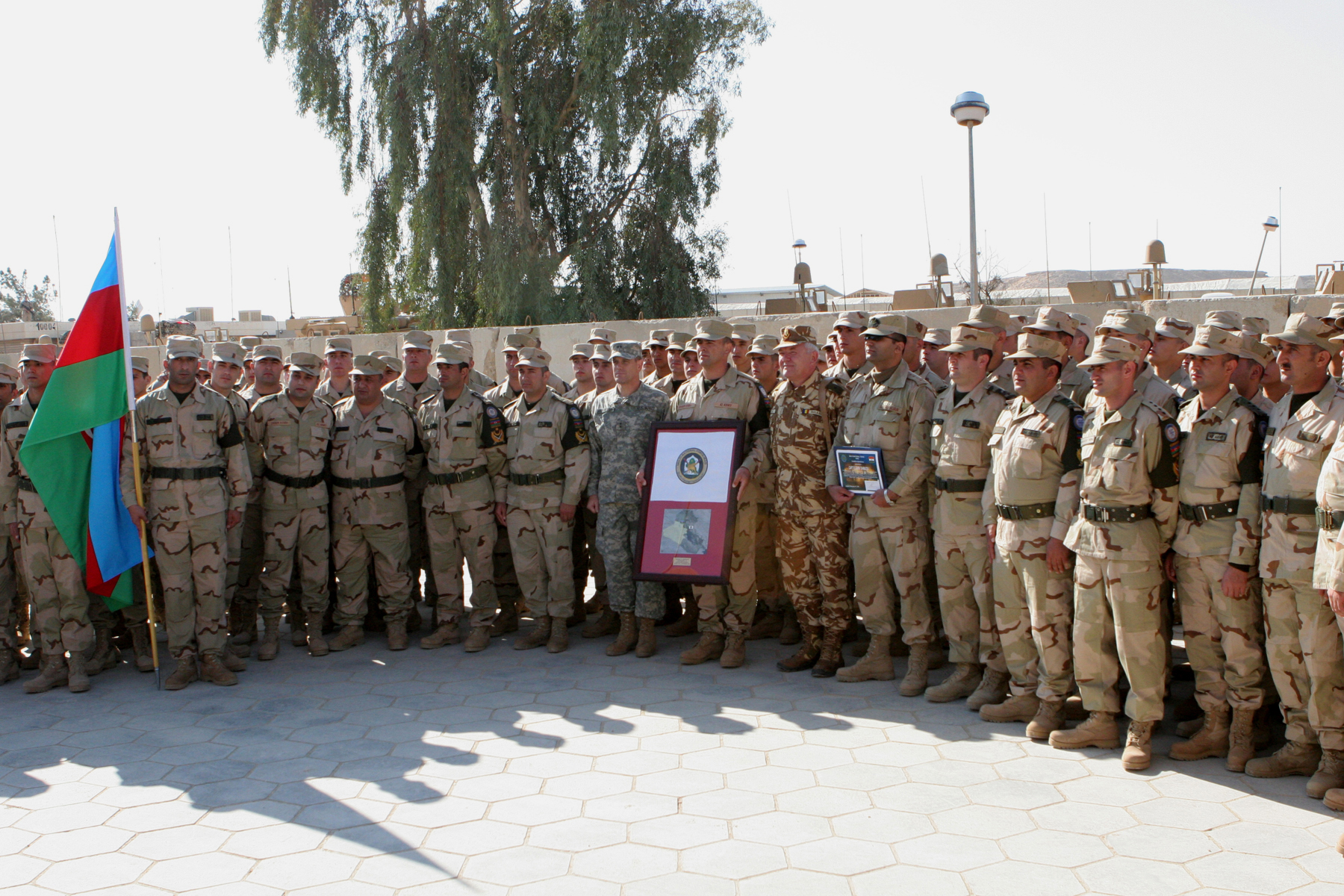
イラク戦争中のアル・アサード航空基地の第1アゼルバイジャン平和維持部隊の兵士達。

アゼルバイジャンの軍隊に関するアゼルバイジャン共和国の法律に基づき、1991年10月9日にアゼルバイジャン共和国軍が再建された。当初、アゼルバイジャン陸軍の装備と施設はソ連軍の第4軍のものであった。ソビエト連邦崩壊以来、アゼルバイジャンは自国の軍隊を専門的で十分に訓練された機動力のある軍隊にさらに発展させようと努めてきた。2005年以来、アゼルバイジャンは軍事予算を増やしており、2009年には24.6億ドルを計上した。
アゼルバイジャンには独自の防衛産業があり、小型武器や軍用機を製造している。その他の軍事装備の生産も期待されている。
アゼルバイジャンはイラク戦争時に多国籍軍に加わり、2006年から2008年にかけてイラク北部に軍隊を派遣した。アゼルバイジャンは250人の兵士を提供した。2004年12月29日にはすでに派遣されていた兵士150人の補強の為に100人の兵士が派遣された。彼らは現地のトルクメン人の安全を確保するとともに、宗教施設や車列の安全も確保した。アゼルバイジャンからの軍隊はNATO主導の国際治安支援部隊に所属している。現在進行中のナゴルノ・カラバフでドローンが広く使用されていることは、アゼルバイジャンの軍事史だけでなく、一般的にも目新しいことであった。

### 第二次カラバフ戦争
衝突は2020年9月27日の朝に連絡線に沿って始まり、死傷者数は数千人に満たなかった。ナゴルノ・カラバフで2番目に大きな集落であるシュシャがアゼルバイジャン軍によって占領された後、アゼルバイジャンとアルメニアの間で停戦協定が締結され、この地域でのすべての敵対行為が終結した。協定に基づき、アルメニアは1994年に占領した周辺地域をアゼルバイジャンに返還し、アゼルバイジャンは同国の飛び地であるナヒチェヴァン自治共和国への陸路を確保した。